# Fóris István
Fóris István (románul: Ștefan Foriș) (Tatrang, Brassó megye, 1892. május 9. – Bukarest, 1946 nyara) romániai magyar kommunista politikus, újságíró.

## Élete
Szülei id. Fóris István és Kocsis Anna voltak. A jómódú család Tatrangon tégla- és cserépgyárat alapított. Fóris István az elemi iskolát Tatrangon végezte, majd a Brassói Főreáliskolában érettségizett kitűnő eredménnyel.
Az első világháborúba önkéntesként vonult be. A háború után belépett a Kommunisták Magyarországi Pártjába és részt vett a Tanácsköztársaság harcaiban. Ekkor ismerkedett meg az orosz forradalmi eszmékkel. 1919-ben hazatért Brassóba. 1921-ben belépett a Román Kommunista Pártba. Ezután újságíróként és szerkesztőként dolgozott, Rozvány Jenővel és Gyöngyösi Gyulával együtt bekapcsolódott az Előre, Munkás és a Világosság című lapokhoz, e lapok betiltása után Tatrangon állított fel illegális nyomdát, amelynek kommunista propagandakiadványait maga szerkesztette és terjesztette. 1925-től a Munkás szerkesztőségében dolgozott Bukarestben. 1930-tól az Înainte s a Dolgozók Lapja munkatársa, az illegális Scînteia egyik szervezője.
1928-ban a kolozsvári katonai törvényszék tízévi börtönbüntetésre ítélte, de Fóris a Szovjetunióba szökött, majd egy ideig Moszkvában, Bécsben és Berlinben tartózkodott. 1930-ban tért vissza Romániába. Hosszas börtönbüntetés (1931–35) után a Reporter, Atlas, Arena és Zorile c. román antifasiszta lapokban közölt cikkeket. Már diákkorában Ady költészetéért állt ki; több újságban fejtett ki szépirodalmi tevékenységet, de szigorú illegalitása miatt névtelenül írt. Az 1930-as Csángó Naptár két verset közölt (Veled vagyok, Üzenet) ezzel a megjegyzéssel: "Az olasz hadifogságban írta Fóris István tatrangi földműves." Ezek szerzőségének kérdése tisztázatlan.
1940-ben, az illegalitásban működő Román Kommunista Párt vezetőjévé választották. 1944. április 4-én, amikor a németek elleni általános fegyveres felkelés tervét készítették elő, Fórist leváltották főtitkári tisztségéből. 1945. június 9-én Gheorghe Gheorghiu-Dej kezdeményezésére – a titkosrendőrséggel való együttműködés vádjával – letartóztatták. 1946 nyarán törvényszéki ítélet nélkül a transznisztriai ukrán származású Pantyelej Bodnarenko, román nevén Gheorghe Pintilie tábornok (Pantiușa), a Securitate későbbi főnöke, akit 1928-ban az NKVD küldött Romániába, egy bukaresti villában kalapáccsal agyonütötte. Pintilie ezután elrendelte Fóris István édesanyjának, Kocsis Annának a meggyilkolását is, aki ragaszkodott ahhoz, hogy megtudja, mi történt a fiával. Őt Nagyváradon a Kőrösbe dobták egy, a nyakára tekert kötéllel.
A Fóris elleni vádak, eltávolítása és meggyilkolása Dej parancsára nyitotta meg az utat a romániai kommunista párt évtizedes belharcai előtt a hatalom megszerzéséért. Nicolae Ceaușescu, aki Gheorghiu-Dej tanítványa volt 1968-ban rehabilitáltatta Fóris Istvánt. Fóris neve azonban a rehabilitáció után igen ritkán hangzott el a kommunista Romániában.

## Külső hivatkozások
- Emberarcú sztálinizmus? Korunk 2003. február.